# Santi Cazorla
Santiago Cazorla González (født 13 December 1984) en spansk professionel fodboldspiller, der spiller for Qatar Stars League klubben Al Sadd.  Tidligere spansk landsholdspiller, Cazorla fungerer primært som en angribende midtbanespiller, men kan også spille som kantspiller, central midtbanespiller eller som en dybtliggende playmaker.

## Landshold
Cazorla står (pr. 10. august 2018) noteret for 77 kampe for Spaniens landshold, som han debuterede for den 31. maj 2008 i en venskabskamp mod Peru. Efterfølgende blev han af landstræner Luis Aragonés udtaget til EM i 2008. På trods af hans meget begrænsede landsholdserfaring blev han alligevel benyttet i fem af Spaniens seks kampe under turneringen, inklusive finalesejren over Tyskland.

## Titler
FA Cup
- 2014 og 2015 med Arsenal

Community Shield
- 2014 og 2015 med Arsenal

Toto Cuppen
- 2004 med Villarreal CF

EM
- 2008 og 2012 med Spanien